# Juan Pedro Esnaola

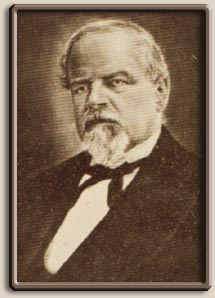
Juan Pedro Esnaola

Juan Pedro Esnaola (* 17. September 1808 in Buenos Aires; † 8. Juli 1878 ebenda) war ein
argentinischer Komponist.
Esnaola hatte ersten Unterricht bei seinem Onkel José Antonio Picasarri. Wegen dessen königstreuer Haltung während der argentinischen Unabhängigkeitsbewegung musste die Familie 1818 Argentinien verlassen. Esnaola setzte seine musikalische Ausbildung am Conservatoire de Paris, in Madrid, Rom, Neapel und Wien fort.
Nach der Rückkehr 1822 nach einer Amnestie durch die Regierung Martín Rodríguez gründete er mit seinem Onkel in Buenos Aires die Academia de Música, durch die sie u. a. die Werke von zeitgenössischen Komponisten wie Jan Ladislav Dussek, Gioachino Rossini und Ferdinando Paër in Südamerika bekannt machten.
Esnaola galt als bedeutender Pianist und Sänger. Seit 1833 betätigte er sich auch als Komponist. Neben Liedern nach Vicente López, Juan Cruz Varela und Esteban Echeverría komponierte er kirchenmusikalische Werke, darunter Messen, Motetten, Psalmen, Requiem, Hymnen und Lamentationen.
Neben Juan Bautista Alberdi und Amancio Alcorta wird Esnaola zu den Repräsentanten der Grupo de los Precursores gezählt, den Wegbereitern einer eigenständigen politischen, sozialen und künstlerischen Kultur in Südamerika.